# Narțîzivka, Cervonoarmiisk
Narțîzivka (în ucraineană Нарцизівка) este un sat în comuna Zelena Poleana din raionul Cervonoarmiisk, regiunea Jîtomîr, Ucraina.

## Demografie
Componența lingvistică a localității Narțîzivka
     Ucraineană (100%)
Conform recensământului din 2001, toată populația localității Narțîzivka era vorbitoare de ucraineană (100%).